# Sphaerodactylus thompsoni
Sphaerodactylus thompsoni är en ödleart som beskrevs av  Schwartz och FRANZ 1976. Sphaerodactylus thompsoni ingår i släktet Sphaerodactylus och familjen geckoödlor. IUCN kategoriserar arten globalt som nära hotad. Inga underarter finns listade i Catalogue of Life.